# Sellő Hajnal
Sellő Hajnal (Budapest, 1947. április 20. –) Balázs Béla-díjas vágó, egyetemi tanár.

## Életpályája
1953–1961 között a Csanádi utcai Általános Iskola diákja volt. 1961–1965 között az Eötvös József Gimnázium humán tagozatán tanult. 1965–1973 között a Magyar Filmgyár vágóasszisztense volt. 1965–1969 között Morell Mihály munkatársa volt. 1967–1970 között a Színház- és Filmművészeti Főiskola hallgatója volt vágó szakon. 1973 óta vágó. 1973–1992 között a Magyar Filmgyár vágója volt. 1982–1994 között a Színház- és Filmművészeti Főiskola óraadója, 1994 óta osztályvezetője, 1998 óta egyetemi adjunktusa, a vágóosztály vezető tanára. 2021-ben távozott az intézményből. 1992 óta szabadfoglalkozású vágó. 1997 óta alapító tagja a Művészek a leukémiás gyerekekért alapítványnak.
Kutatási területe a számítógépes montírozás lehetőségei a vágáshoz.

## Magánélete
1969-ben házasságot kötött Helényi Ferenccel. Egy lányuk született: Judit (1974).

## Filmjei
- Büntetőexpedíció (1970)
- Bob herceg (1972)
- Zenés TV Színház (1972)
- Csínom Palkó (1973)
- Ballagó idő (1975)
- Labirintus (1976)
- Abigél (1978)
- A Zebegényiek (1978)
- A néma dosszié (1978)
- A Pogány Madonna (1980)
- Rohanj velem! (1982)
- Hatásvadászok (1983)
- Különös házasság (1984)
- Képvadászok (1985)
- A falu jegyzője (1986)
- Doktor Minorka Vidor nagy napja (1986)
- Kreutzer szonáta (1987)
- Vadon (1988)
- Angyalbőrben (1990-1991)
- Julianus barát (1991)
- Az utolsó nyáron (1991)
- Kék Duna keringő (1992)
- Törvénytelen (1995)
- A vád (1996)
- Pisztácia (1997)
- TV a város szélén (1998)
- Egyszer élünk (2000)
- A Szent Lőrinc folyó lazacai (2002)
- Sorstalanság (2005)
- Tavasz, nyár, ősz (2007)

## Díjai, elismerései
- Balázs Béla-díj (2000)
- Békésy György-ösztöndíj (2001–2004)